# 3426-os busz
A 3426-os jelzésű regionális autóbuszvonal Eger, Maklár, Füzesabony és Egerfarmos között húzódik, amelyet a MÁV Személyszállítási Zrt. üzemeltet.

## Útvonala
Az autóbuszvonal Heves vármegye megyeszékhelyét és egyik községét, Egert és Egerfarmost köti össze, útvonalára fűzve egy várost – Füzesabonyt –, valamint Andornaktályát, Nagytályát, Maklárt, Szihalmot és Mezőszemerét.
A járatok Egeren belül a forgalmasabb; azon kívül minden állomáson és megállóhelyen megállnak, köztük fellelhetőek gyorsított járatok is. A megyeszékhelyen kettő útvonalon közlekednek, egyik fele Tihaméron át a Déli iparterület mentén; másik fele a 25-ös főúton Lajosvároson át (de csak Füzesabony felőli néhány busz). A kettő véglet a Kistályai út megállóban ér össze.
Tovább a 2501-es mellékúton tartózkodnak Andornaktályán, Nagytályán és Makláron át (a maklári Boschhoz műszakváltás idejében kitérés is történik). Füzesabonyon belül érintik az ipartelepet, egyes buszok a helyi vasútállomást is. Utána Szihalomig a 3-as főúton haladnak, ahonnan közutakon érik el Egerfarmost Mezőszemerén keresztül.

## Közlekedése
Az autóbuszjáratok a hét minden napján közlekednek, iskolai napokon betétjáratok közlekednek füzesabonyi végállomással. A kettő település kapcsolatát tovább emelik naponta többször a 3423-as, valamint hétköznaponta egy járatpárral a 4014-es buszok.
Eger és Maklár között a 3435-ös buszok; Eger és Füzesabony között az 1346-os és 3424-es buszok; Füzesabony és Egerfarmos között a 3500-as buszok útján haladnak.
| Viszonylat                                   | Indításszám     | Közlekedési rend          |
| -------------------------------------------- | --------------- | ------------------------- |
| Eger, aut. áll. – Füzesabony vá.             | 2 oda, 1 vissza | tanítási naponta          |
| Eger, aut. áll. – Füzesabony vá.             | 1 oda           | tanszünetben munkanaponta |
| Eger, aut. áll. – Füzesabony vá.             | 1 oda           | szabadnaponta             |
| Eger, aut. áll. ⭠ Mezőszemere, faluház       | 1 vissza        | tanítási naponta          |
| Eger, aut. áll. – Egerfarmos, Rákóczi út 82. | 5 oda, 6 vissza | tanítási naponta          |
| Eger, aut. áll. – Egerfarmos, Rákóczi út 82. | 5 oda, 7 vissza | tanszünetben munkanaponta |
| Eger, aut. áll. – Egerfarmos, Rákóczi út 82. | 3 oda, 4 vissza | szabadnaponta             |
| Eger, aut. áll. – Egerfarmos, Rákóczi út 82. | 3 pár           | munkaszüneti naponta      |

### Járművek
Az autóbuszvonalon kizárólag szóló autóbuszok közlekednek, melyek egyenlő arányban oszlanak meg a Credo EC 12, Credo Econell 12, MAN Lion’s Classic típusok között. Ezen kívül fellelhetőek Classic Ikarusok, Irisbus Crosswayek, és régebbi szériájú Volvo alvázú Alfabuszok is.

### Csatlakozások
- Füzesabony vasútállomáson – Budapest és Miskolc felé/felől vonatra (Budapest–Sátoraljaújhely-vasútvonal).

## Megállóhelyei
| 0 | Eger, autóbusz-állomás végállomás            | 0.0 km  | 2, 2A, 4, 5, 5A, 6, 7, 7A, 11, 12, 14, 14E, 16, 17, 112, 914 1049, 1050, 1051, 1053, 1054, 1343, 1344, 1346, 1347, 1348, 1349, 1351, 1352, 1362, 1380, 1383, 1426, 1427, 1428, 1447, 1466, 1468, 1517 3400, 3402, 3403, 3405, 3406, 3407, 3408, 3409, 3410, 3411, 3412, 3414, 3415, 3416, 3417, 3418, 3419, 3420, 3423, 3424, 3430, 3431, 3432, 3433, 3434, 3435, 3440, 3441, 3442, 3443, 3444, 3445, 3446, 3448, 3450, 3455, 3456, 3457, 3458, 3462, 3469, 3470, 3471, 3472, 3473, 3474, 3476, 3479, 3480, 3481, 3482, 3483, 3484, 3488, 3604, 3660, 3667, 4012, 4014, 4015, 4157 |
| ∫ | Eger, színház (↑)                            | 0.7 km  | 2, 2A, 7, 7A, 11, 12, 14, 14E, 17, 112 1053, 1054, 1343, 1344, 1346, 1348, 1362, 1380, 1381, 1426, 1427, 1428, 1447, 1468, 1517 3402, 3408, 3410, 3411, 3414, 3419, 3420, 3423, 3424, 3430, 3431, 3433, 3434, 3435, 3436, 3440, 3441, 3442, 3443, 3444, 3445, 3448, 3667, 4011, 4014, 4015, 4018, 4021, 4022, 4157 |
| Munkanaponta 1; szabadnaponta 2; munkaszüneti naponta 1 járat által érintett a Hadnagy utca –– Erzsébet-völgy közötti megállók helyett. |                                              |         | |
| ∫ | Eger vasútállomás, bejárati út (↑)           | ∫       | 3A, 6, 11, 12, 13, 14, 14E, 112, 113 1050, 1051, 1053, 1054, 1343, 1346, 1348, 1362, 1380, 1383, 1402, 1427, 1466, 1517 3400, 3402, 3407, 3408, 3410, 3411, 3414, 3423, 3424, 3430, 3431, 3432, 3433, 3434, 3435, 3436, 3440, 3441, 3442, 3443, 3444, 3445, 3446, 3448, 3472, 3479, 3482, 3484, 3667, 4011, 4015, 4157 IR87 , személyvonat – Eger (87, 87a) |
| ∫ | Eger, Tompa utca (↑)                         | ∫       | 3A, 6, 11, 12, 13, 14, 14E, 16, 112, 113, 914 1050, 1051, 1053, 1054, 1343, 1346, 1348, 1362, 1380, 1427, 1466, 1517 3402, 3408, 3410, 3411, 3414, 3423, 3424, 3430, 3431, 3432, 3433, 3434, 3435, 3436, 3440, 3441, 3442, 3443, 3444, 3445, 3446, 3448, 3472, 3479, 3482, 3484, 3667, 4011, 4015, 4157 |
| 1 | Eger, Hadnagy utca                           | 2.0 km  | 2, 2A, 3A, 4, 5, 5A, 6, 16, 914 1343, 1344, 1346, 1380, 1381, 1426, 1427, 1447, 1448, 1468 3405, 3406, 3419, 3420, 3424, 3431, 3435, 4014, 4015, 4018, 4021, 4022 |
| 2 | Eger, ZF Hungária Kft.                       | 3.4 km  | 4, 5 1343, 1344, 1346, 1380, 1381, 1426, 1427, 1447, 1448, 1468 3405, 3424, 3431, 3435, 4014, 4015, 4018, 4021, 4022 |
| 3 | Eger, SCHÖN KAEV Kft.                        | 4.0 km  | 4, 5 3405, 3424, 3431, 3435 |
| 4 | Eger, Erzsébet-völgy                         | 4.6 km  | 4, 5 1381, 1426, 1427 3405, 3424, 3431, 3435, 4014, 4015, 4018, 4021 |
| 5 | Eger, Kistályai út                           | 5.4 km  | 4, 5 1344, 1380, 1381, 1426, 1427, 1447, 1448, 1468 3405, 3414, 3423, 3424, 3431, 3435, 3436, 4014, 4015, 4018, 4021, 4157 |
| 6 | Andornaktálya, tórét                         | 5.9 km  | 3405, 3414, 3423, 3424, 3431, 3435, 3436 |
| 7 | Andornaktálya, iskola                        | 6.6 km  | 1343, 1344, 1346, 1380, 1381, 1426, 1427, 1447, 1448, 1468 3405, 3414, 3423, 3424, 3431, 3435, 3436, 4014, 4015, 4018, 4021, 4157 |
| 8 | Andornaktálya, községháza                    | 7.6 km  | 1344, 1381, 1426, 1427 3405, 3414, 3423, 3424, 3431, 3435, 3436, 4014, 4015, 4018, 4021, 4157 |
| 9 | Andornaktálya, Szent András kápolna          | 8.2 km  | 1344, 1346 3405, 3414, 3423, 3424, 3431, 3435, 3436 |
| 10 | Andornaktálya, szociális otthon              | 9.0 km  | 1343, 1344, 1346, 1380, 1381, 1426, 1427, 1447, 1448, 1468 3405, 3414, 3423, 3424, 3431, 3435, 3436, 4014, 4015, 4018, 4021, 4157 |
| 11 | Nagytálya, Kölcsey Ferenc út 33.             | 11.1 km | 3405, 3414, 3423, 3424, 3431, 3435, 3436 |
| 12 | Nagytálya, bejárati út                       | 11.7 km | 1343, 1346 3405, 3414, 3423, 3424, 3431, 3435, 3436, 4014 |
| 13 | Maklár, gyógyszertár                         | 12.1 km | 3423, 3424, 3431, 3436 |
| 14 | Maklár, Templom tér                          | 12.8 km | 1343, 1346 3405, 3414, 3423, 3424, 3431, 3435, 3436, 4014 |
| 15 | Maklár, régi vasútállomás                    | 13.4 km | 3405, 3423, 3424, 3431, 3436 |
| 16 | Maklár, Robert Bosch Kft. körforgalom        | 14.4 km | 1346, 1466 3405, 3423, 3424, 3431, 4014 |
| Munkanaponta 6; hétvégente 2 járat által érintett a Robert Bosch Kft. körforgalom megálló helyett.                                      |                                              |         | |
| ∫ | Maklár, Robert Bosch Kft.                    | ∫       | 3424, 3431 |
| 17 | Füzesabony, Pikopack                         | 19.3 km | 1517 3423, 3424, 3430, 3431, 3432, 3433, 3434, 3436, 3450, 3500, 3511, 4014 |
| 18 | Füzesabony, erősítő üzem                     | 20.4 km | 1517 3423, 3424, 3430, 3431, 3432, 3433, 3434, 3436, 3450, 3500, 3511, 4014 |
| Munkanaponta 10; szabadnaponta 5; munkaszüneti naponta 4 járat által érintett.                                                          |                                              |         | |
| ∫ | Füzesabony vasútállomás, bejárati út         | ∫       | 1343, 1346, 1466 3405, 3423, 3424, 3430, 3431, 3432, 3433, 3434, 3436, 3450, 3500, 3511, 4014 |
| ∫ | Füzesabony vasútállomás vonalközi végállomás | ∫       | 1343, 1346, 1362, 1376, 1466, 1517 3405, 3423, 3424, 3430, 3431, 3432, 3433, 3434, 3436, 3450, 3500, 3511, 4014 expresszvonat, IC, InterRégió, IR87 , sebesvonat, személyvonat – Füzesabony (80, 87a, 108) |
| ∫ | Füzesabony vasútállomás, bejárati út         | ∫       | 1343, 1346, 1466 3405, 3423, 3424, 3430, 3431, 3432, 3433, 3434, 3436, 3450, 3500, 3511, 4014 |
| 18 | Füzesabony, erősítő üzem                     | 20.4 km | 1517 3423, 3424, 3430, 3431, 3432, 3433, 3434, 3436, 3450, 3500, 3511, 4014 |
| 19 | Füzesabony, vasúti felüljáró                 | 21.3 km | 3423, 3500 |
| 20 | Füzesabony, Duropack                         | 22.4 km | 3423, 3500 |
| 21 | Szihalom, mezőszemerei elágazás              | 26.9 km | 3423, 3500, 4013, 4014 |
| 22 | Szihalom, községháza                         | 27.5 km | 3423, 3500, 4013, 4014 |
| 23 | Szihalom, vasúti átjáró                      | 28.6 km | 3423, 3500, 4013, 4014 sebesvonat, személyvonat – Szihalom (80) |
| 24 | Mezőszemere, italbolt                        | 31.1 km | 3423, 3500, 4013, 4014 |
| 25 | Mezőszemere, faluház vonalközi végállomás    | 31.7 km | 3423, 3500, 4013, 4014 |
| 26 | Mezőszemere, Rimahíd                         | 32.7 km | 3423, 3500, 4013, 4014 |
| 27 | Egerfarmos, Dózsa út 30.                     | 35.0 km | 3423, 3500, 3511, 4013, 4014 |
| 28 | Egerfarmos, italbolt                         | 35.5 km | 3423, 3500, 3511, 4013, 4014 |
| 29 | Egerfarmos, Rákóczi út 82. végállomás        | 35.9 km | 3423, 3500, 3511, 4013 |